# Nederlands kampioenschap tafeltennis 2018
Het Nederlands kampioenschap tafeltennis 2018 werd gehouden in Zwolle op 3 en 4 maart 2018.
Op het programma stonden vijf onderdelen:
- Enkelspel mannen. Regerend kampioen was Rajko Gommers.
- Enkelspel vrouwen. Regerend kampioen was Li Jie.
- Dubbelspel mannen. Regerend kampioenen waren Ewout Oostwouder en Laurens Tromer.
- Dubbelspel vrouwen. Regerend kampioenen waren Yana Timina en Tanja Helle.
- Gemengd dubbel. Regerend kampioenen waren Rajko Gommers en Kim Vermaas.

## Medaillewinnaars
| Onderdeel        | Goud                           | Zilver                         | Brons                                                                  |
| Enkelspel (m)    | Ewout Oostwouder               | Barry Wijers                   | Rajko Gommers Laurens Tromer                                           |
| Enkelspel (v)    | Shuohan Men                    | Ana Gogorita                   | Yana Timina Kim Vermaas                                                |
| Dubbel (m)       | Rajko Gommers Martijn de Vries | Martin Khatchanov Barry Wijers | Merijn de Bruin Koen Hageraats Nathan van der Lee Cosmin Stan          |
| Dubbel (v)       | Tanja Helle Yana Timina        | Rianne van Duin Ana Gogorita   | Melanie Bierdrager Angelique Gertenbach Melissa Bours Jacintha de Hoop |
| Dubbel (gemengd) | Rajko Gommers Kim Vermaas      | Koen Hageraats Tanja Helle     | Roel Bogie Shuohan Men Nathan van der Lee Yana Timina                  |